# Коньково (Донецкая область)
Конько́во (укр. Конькове) — село на Украине, находится в Тельмановском районе Донецкой области. Под контролем самопровозглашённой Донецкой Народной Республики.

## География
Село расположено на реке под названием Грузский Еланчик. К востоку от населённого пункта проходит граница между Украиной и Россией.

#### Соседние населённые пункты по странам света
С: Ивановка, Радянское, Зори, Садки, Михайловка, Греково-Александровка (все выше по течению Грузского Еланчика)
СЗ: Терновка, Свободное
СВ: Новоалександровка
З: —
В: Оболонский (Российская Федерация)
ЮЗ: Калинино, Октябрьское, Бессарабка
ЮВ: Клинкино
Ю: Самсоново, Витава, Хомутово (все ниже по течению Грузского Еланчика)

## Население
Население по переписи 2001 года составляло 671 человека.

## Общие сведения
Код КОАТУУ — 1424881901. Почтовый индекс — 87172. Телефонный код — 6279.

## Достопримечательности
Возле села Коньково находится гидрологический памятник природы местного значения Родник Коньково.

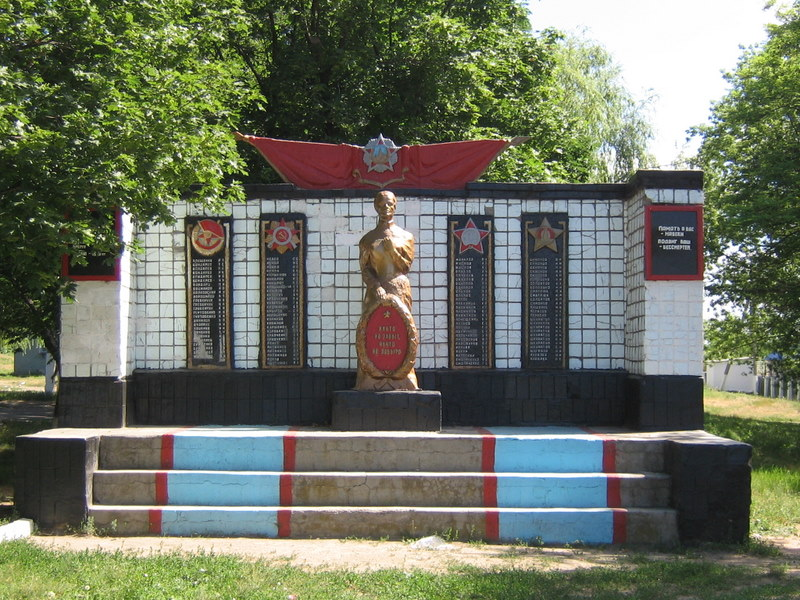
Памятник погибшим в годы Великой Отечественной войны
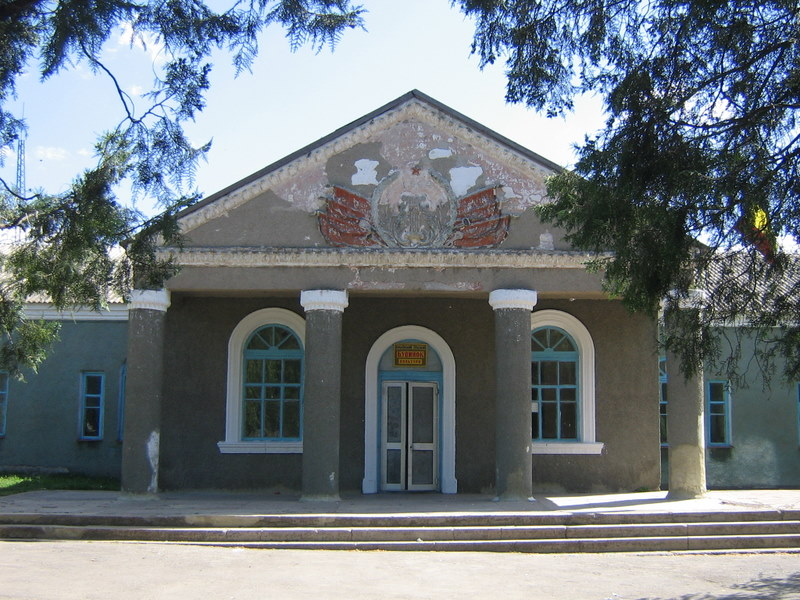
Сельский клуб
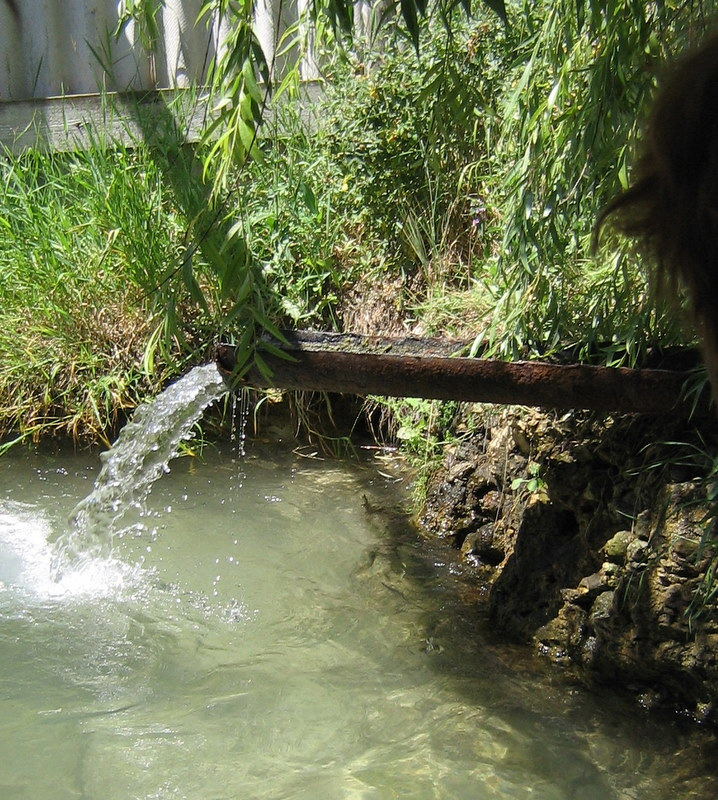
Родник Коньково
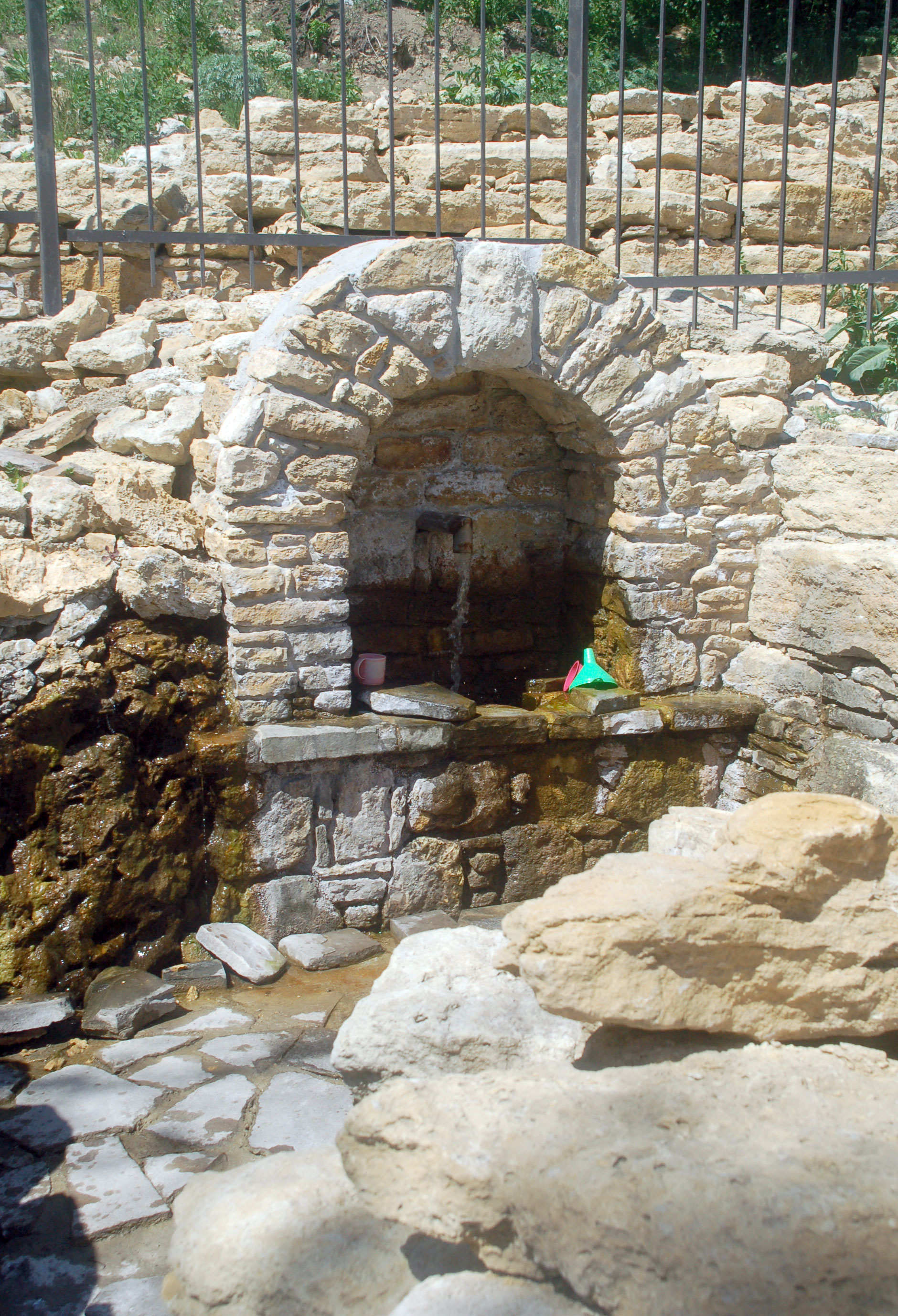
Святой источник. Родник.
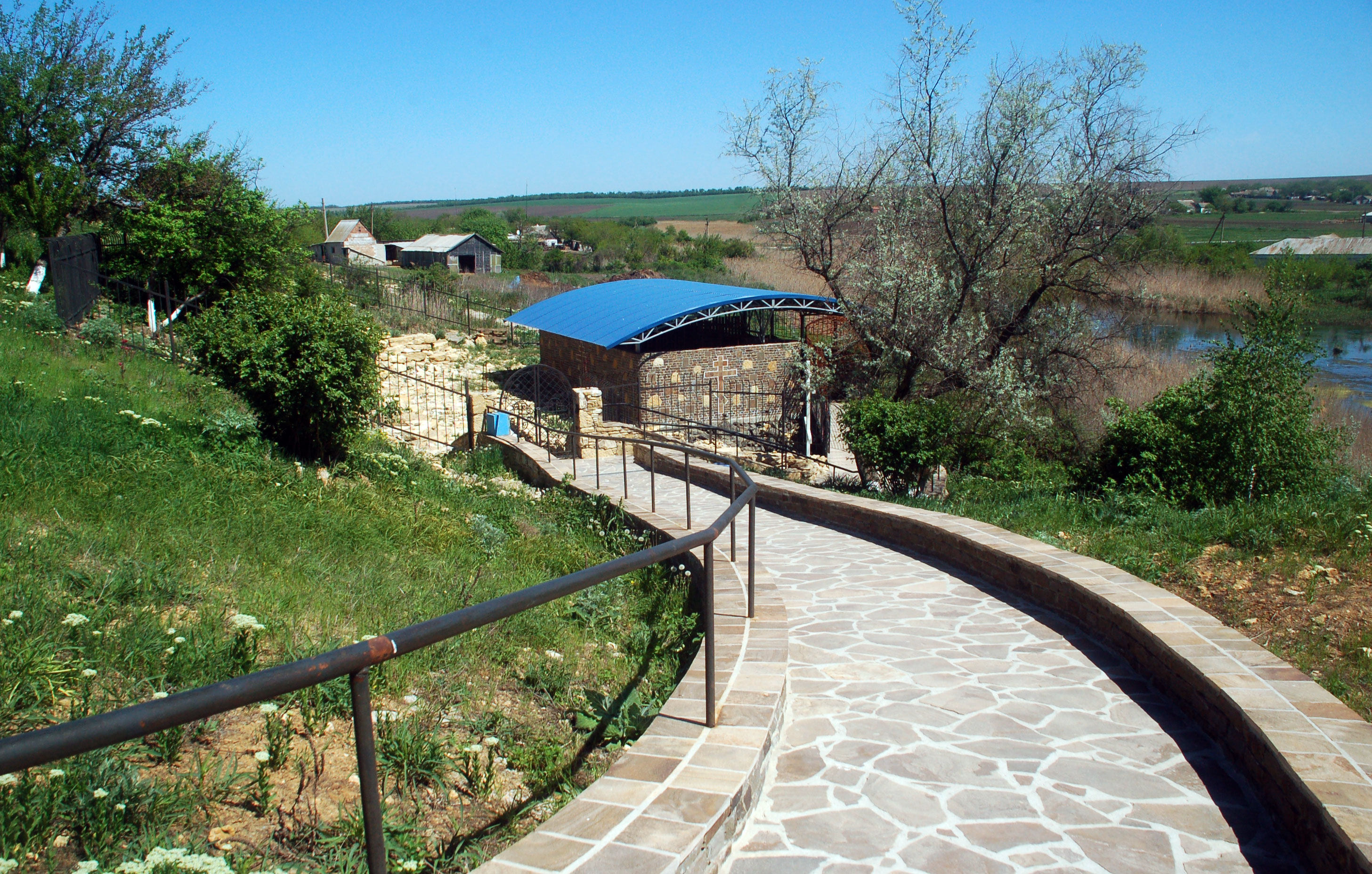
Тропинка к купели.